# Compañía del Camino de Hierro de Barcelona a Mataró

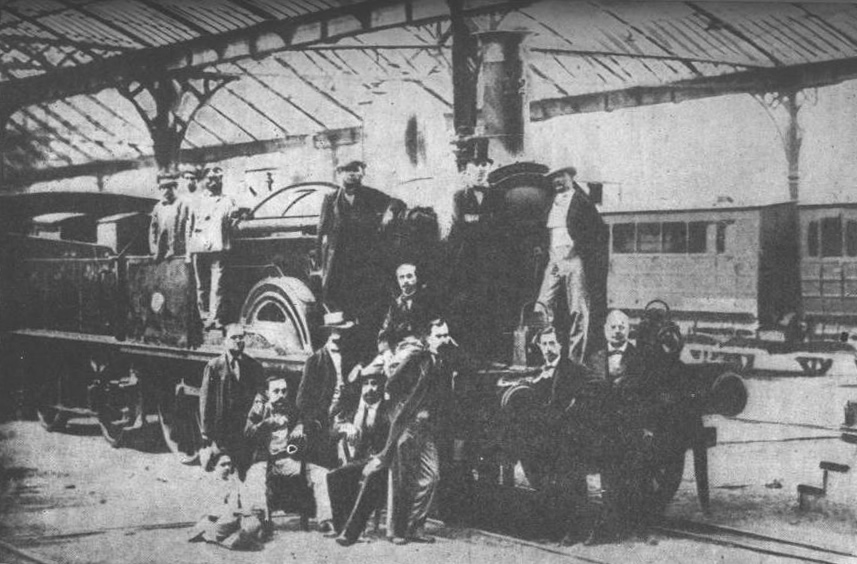
Esta foto fue tomada en los talleres de Mataró con motivo de la firma de la fusión de las compañías del Fc. de Mataró y del Fc a Granollers, para afrontar conjuntamente su prolongación hasta Gerona. En la foto se aprecian miembros de la junta de ambas compañías y la locomotora número 12 del Fc. de Barcelona a Granollers (Slaugther, 1858) que posteriormente fue la nº 7 del Fc. Barcelona a Gerona. En segundo plano se aprecian dos coches. El más completo es un coche de segunda clase original del Fc. de Barcelona a Mataró y el que se ve parcialmente es un coche de Primera Clase del mismo ferrocarril.

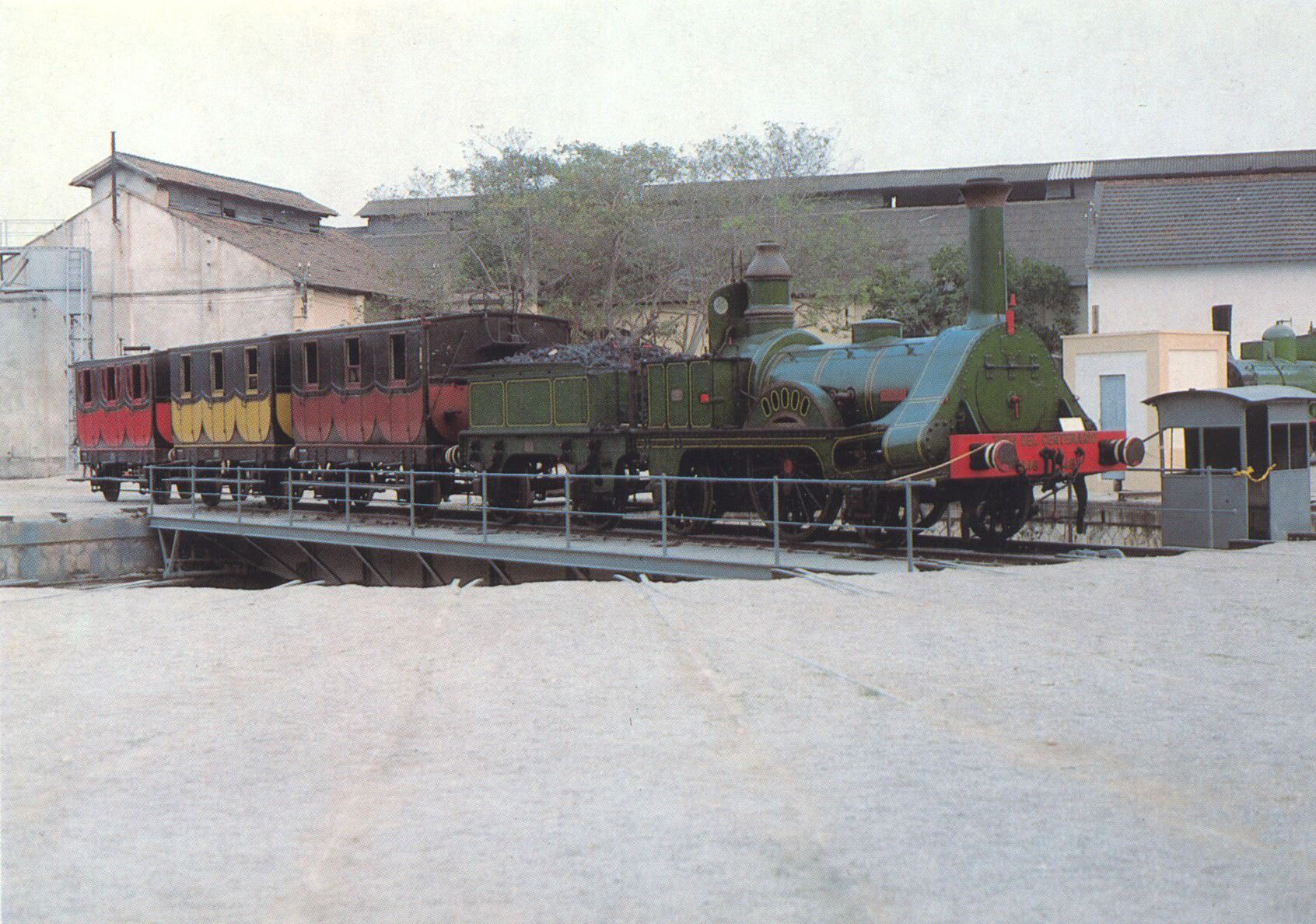
En 1948 se construyó una réplica de la segunda locomotora que entró en servicio en España conmemorando su centenario.

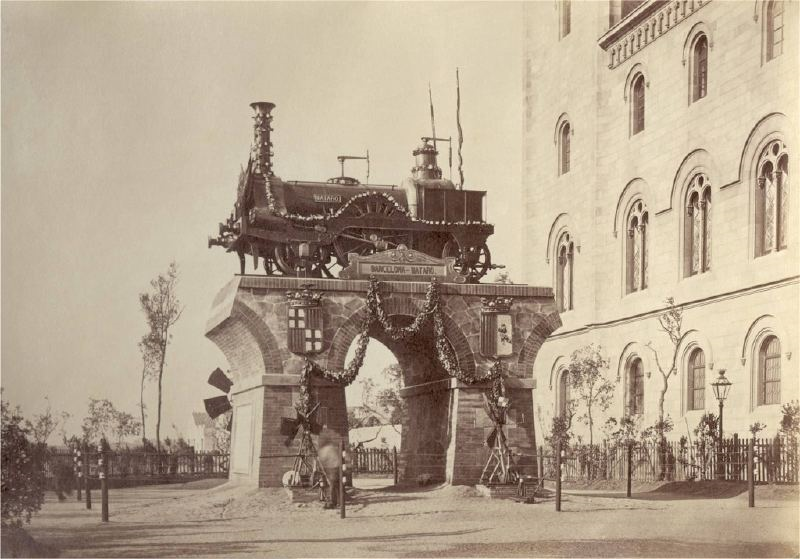
Monumento al ferrocarril Barcelona-Mataró (1877), plaza de la Universidad (Barcelona).

La Compañía del Camino de Hierro de Barcelona a Mataró, también conocida como Camino del Este de Barcelona, fue una empresa ferroviaria fundada el 6 de junio de 1845. Construyó la segunda línea de ferrocarril en la España peninsular, entre Barcelona y Mataró, que se inauguró el 28 de octubre de 1848.
En 1862 se fusionó con la compañía Caminos de Hierro de Barcelona a Granollers o del Norte, dando lugar a Caminos de Hierro de Barcelona a Gerona. La fusión pretendía extender la línea hasta Gerona, hecho que se logró en enero del mismo año.

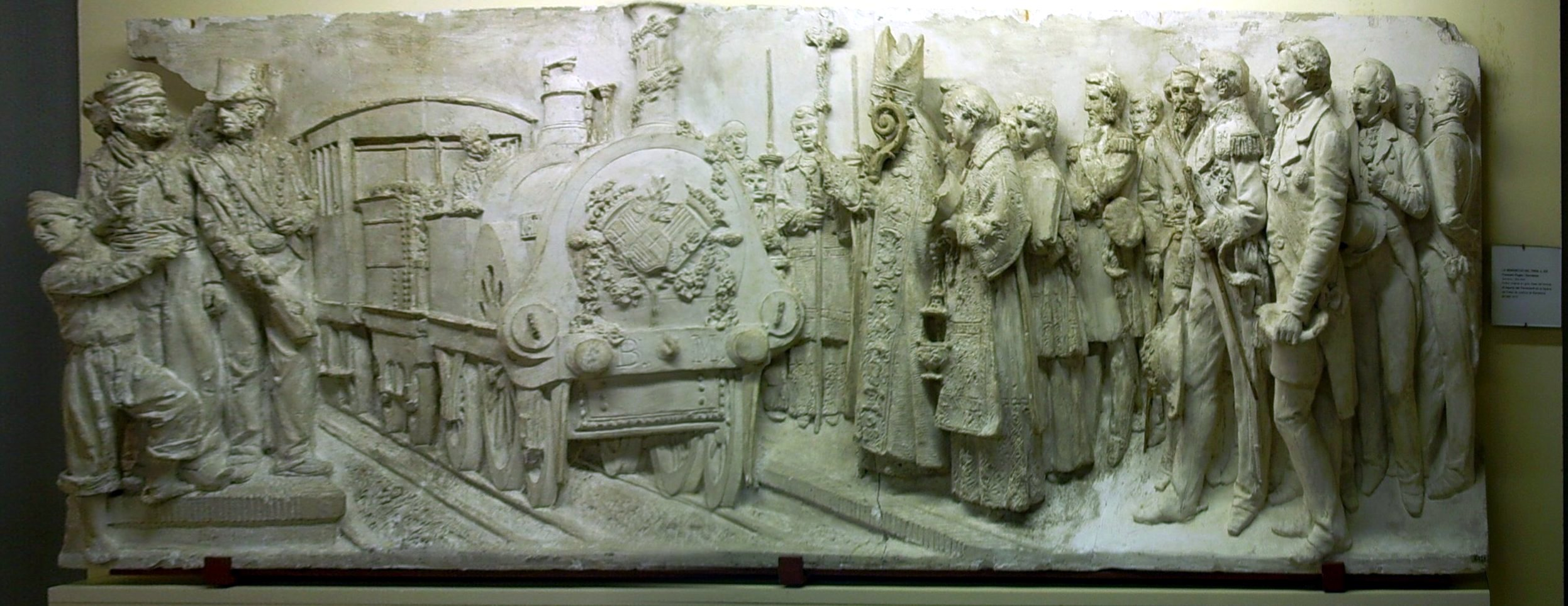
Bendición del tren,. Relieve en el Palacio de Justicia de Barcelona. Actualmente se conserva en el Museo de Mataró, número de catálogo MCMM 5415.